# Yuri!!! on Ice
Yuri!!! on Ice (ユーリ!!! on ICE?, Yūri!!! on Ice) è una serie televisiva anime prodotta da MAPPA e diretta da Sayo Yamamoto, trasmessa in Giappone dal 5 ottobre al 21 dicembre 2016. La storia segue le vicende di Yuri Katsuki, un pattinatore di figura giapponese professionista che mira a vincere il Grand Prix ISU.

## Trama
Dopo una schiacciante sconfitta nella finale del Grand Prix e svariate sconfitte in diverse altre gare il pattinatore giapponese 23enne Yuri Katsuki sviluppa sentimenti contrastanti sul pattinaggio e mette in pausa la sua carriera per tornare alla sua città natale Hasetsu a Kyushu. Yuri visita la sua amica d'infanzia, Yuko, in una pista di pattinaggio (Ice Castle Hasetsu) e imita perfettamente una routine di pattinaggio eseguita dal suo idolo: il campione di pattinaggio artistico russo Victor Nikiforov. Viene filmato in segreto e il video viene caricato su Internet diventando virale. La performance di Yuri ottiene l'attenzione di Victor Nikiforov che si presenta a casa di Yuri con l'offerta d'istruirlo per rianimare la sua carriera di pattinatore. Più tardi viene rivelato che Victor conosceva già Yuri e che lo aveva incontrato in un banchetto in cui Yuri si era ubriacato e aveva chiesto a Victor di diventare il suo allenatore.
Dopo aver appreso della decisione di Victor, Yuri Plisetsky, un pattinatore russo di 15 anni in forte ascesa si reca a Hasetsu per costringere Victor a mantenere una promessa fatta prima dell'inizio della serie (Victor aveva promesso che avrebbe coreografato una routine specifica per Yuri P. se avesse vinto i Campionati del Mondo Junior). A causa della cosa i due Yuri si sfidano l'un l'altro per decidere a chi dei due Victor farà da coach. Ad entrambi Victor assegna la stessa melodia di base ma in due versioni diverse: la prima canzone, "Agape", che parla dell'amore incondizionato, viene data a Yuri P., mentre la seconda canzone, "Eros", che parla dell'amore carnale, viene data a Yuri K. Quest'ultimo riesce a vincere la gara e Victor diventa il suo allenatore. Yuri P. ritorna in Russia ed entrambi gli Yuri promettono di vincere il campionato del Grand Prix.
Sia Yuri K. che Yuri P. si qualificano per rappresentare i loro paesi nella serie Grand Prix e successivamente si qualificano per la finale del Grand Prix a Barcellona. Nel corso del Grand Prix Yuri K. e Victor si avvicinano sempre di più con i due che sembrano baciarsi, sulla bocca, in pubblico (sebbene tutte le scene in tal senso sono ambigue) e con Yuri K. che acquista due anelli gemelli a Barcellona (che porta Victor a definirli come "anelli di fidanzamento" e proponendo che il loro matrimonio sarebbe avvenuto solo dopo l'ottenimento della medaglia d'oro del Grand Prix da parte di Yuri K.). Alla vigilia della finale Yuri K. intende abbandonare il pattinaggio in modo che Victor possa tornare allo sport e decide di dirglielo, ma Victor respinge in lacrime l'idea proponendo di scegliere le loro strade solo dopo la fine del torneo. Il torneo si conclude con Yuri P. vincitore della medaglia d'oro e Yuri K. vincitore della medaglia d'argento. Di conseguenza Yuri K. decide di continuare a pattinare e si trasferisce a San Pietroburgo così da poter continuare a stare insieme a Victor e per allenarsi sia con Yuri P. che con Victor.

## Personaggi
Yuri Katsuki (勝生 勇利?, Katsuki Yūri)
Doppiato da: Toshiyuki Toyonaga
Pattinatore professionista di ventitré anni, è nella categoria senior da cinque anni e ha iniziato a pattinare da bambino. La sua passione è stata alimentata dall'ammirazione verso Victor Nikiforov, il suo idolo. Non è un prodigio del pattinaggio ma le sue abilità sono affinate da un allenamento rigoroso. Nonostante tutto l'affetto da parte della sua famiglia e dei suoi amici crede di dover combattere da solo e per questo soccombe molto facilmente alla pressione. Per continuare a pattinare si è trasferito a Detroit dal Giappone. L'anno prima dell'inizio della serie ha fallito totalmente la sua prima finale di Grand Prix e per questo motivo la sua già poca fiducia in sé stesso è crollata.
Victor Nikiforov (ヴィクトル・ニキフォロフ?, Vikutoru Nikiforofu)
Doppiato da: Jun'ichi Suwabe
Leggenda nel pattinaggio mondiale, ha al momento ventisette anni. Sin dall'adolescenza ha partecipato e vinto moltissime competizioni, incluse cinque vittorie consecutive ai finali di Grand Prix, seguite a vittorie nei Campionati di pattinaggio di figura nazionali e mondiali. Il suo motto è: «Fa l'opposto di quello che le persone si aspettano, questo è l'unico modo per sorprenderle!» Ha sempre scelto la musica e creato personalmente le coreografie dei suoi programmi. Ha un barboncino marrone. All'inizio della serie, Victor ha conquistato la sua quinta coppa consecutiva e il pubblico inizia a domandarsi se parteciperà anche alla stagione successiva.
Yuri Plisetsky (ユーリ・プリセツキー?, Yūri Purisetsukī)
Doppiato da: Kōki Uchiyama
Pattinatore professionista di quindici anni, viene allenato dallo stesso tutor di Victor. Ha vinto due Campionati Mondiali Junior consecutivi. Ha partecipato nella categoria Junior allo stesso Grand Prix dove lo Yuri del Giappone ha fallito, ottenendo il primo premio e all'inizio della serie si sta preparando per la sua prima stagione da Senior. A causa della sua arroganza è conosciuto come il «Punk russo», ma anche come la «Fata russa» per il suo bell'aspetto. Durante il periodo che trascorre in Giappone viene chiamato "Yurio" per non confonderlo con il suo omonimo.
Phichit Chulanont (ピチット・チュラノン?, Pichitto Churanon)
Doppiato da: Kenshō Ono
Otabek Altin (オタベック・アルティン?, Otabekku Arutin)
Doppiato da: Yoshimasa Hosoya
Pattinatore professionista di diciannove anni originario del Kazakistan. Il suo carattere è introverso e non fa uso di social network. Diviene amico di Yuri Plisetsky.
Takeshi Nishigōri (西郡 豪?, Nishigōri Takeshi)
Doppiato da: Jun Fukuyama
Leo de la Iglesia (レオ・デ・ラ・イグレシア?, Reo de ra Igureshia)
Doppiato da: Shunichi Toki
Pattinatore e coreografo Americano

## Produzione

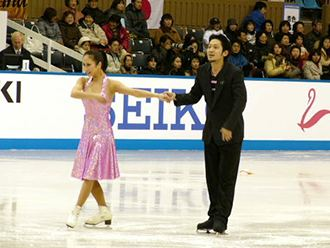
Kenji Miyamoto (a destra), che ha coordinato la coreografia dell'anime.

Il progetto di un anime ambientato nel mondo del pattinaggio, all'epoca considerato una disciplina minore, si è concretizzato grazie all'interesse destato in Giappone dalle Olimpiadi del 2014, con la gara maschile vinta per la prima volta da un pattinatore giapponese, Yuzuru Hanyū. Annunciata nel marzo 2016 dallo studio d'animazione MAPPA la serie è stata diretta da Sayo Yamamoto e scritta da Mitsurō Kubo con Tadashi Hiramatsu al character design, Taro Umebayashi e Taku Matsushiba alle musiche e Kenji Miyamoto per le coreografie di pattinaggio artistico.
La città natale di Yuri Katsuki di Hasetsu, a Kyushu, è basata sulla città di Karatsu, a Saga. Nel dicembre 2016 il progetto "Sagaprise" della prefettura di Saga annunciò l'intenzione di sovvenzionare Yuri on Ice per promuovere il turismo nell'area. Per il protagonista della serie Yamamoto si è ispirata in larga parte al pattinatore Tatsuki Machida, di cui è una fan. In Yuri Katsuki confluiscono anche due caratteristiche di Hanyū, l'aspetto fisico e l'avere un pattinatore russo come idolo.
Secondo uno studio del blog Sakuga, Yuri on Ice ha utilizzato più supervisori all'animazione di qualsiasi altra serie di anime durante la stagione dell'autunno 2016 per una media di 48,5 supervisori all'animazione per episodio, cinque in più di Flip Flappers (che aveva il secondo numero più alto di supervisori all'animazione). Nei primi episodi della serie ogni personaggio era gestito da un diverso supervisore per tentare di dare più efficacemente un differente stile di pattinaggio ai molteplici personaggi. Nelle scene di pattinaggio gli effetti sonori sono stati modificati per adattarsi a ciascun luogo, in base alla capacità e alla grandezza del pubblico. Per le esibizioni non sono stati utilizzati suoni di repertorio e non è stata utilizzata alcuna registrazione sonora effettuata a pattinatori professionisti durante degli eventi ufficiali preferendo, invece, un'esecuzione originale ideata e interpretata dal coreografo, l'ex danzatore su ghiaccio Kenji Miyamoto.

## Distribuzione
La serie è andata in onda dal 5 ottobre al 21 dicembre 2016. Le sigle di apertura e chiusura sono rispettivamente History Maker di Dean Fujioka e You Only Live Once di Wataru Hatano. In Italia e nel resto del mondo, ad eccezione di Cina e Giappone, gli episodi sono stati trasmessi in streaming in versione simulcast da Crunchyroll.
Nella prima metà del 2017 l'opera è stata il secondo franchise multimediale di maggior successo in Giappone con un fatturato di 3.242.936.824 ¥ tra vendite home video e pubblicazioni musicali.

## Episodi
| Nº | Titolo italiano Giapponese 「Kanji」 - Rōmaji | In onda          | In onda |
| Nº | Titolo italiano Giapponese 「Kanji」 - Rōmaji | Giapponese       |         |
| 1  | Facile come fare i pirozhki!! Una finale da lacrime al Grand Prix 「なんのピロシキ！！涙のグランプリファイナル」 - Nan no piroshiki!! Namida no Guran Puri fainaru                                                             | 5 ottobre 2016   |         |
| 2  | Due Yuri?! Caos a Yu-topia 「2人のユーリ！？ゆ～とぴあの乱」 - Futari no Yūri!? Yu-topia no ran | 12 ottobre 2016  |         |
| 3  | Io sono Eros, ed Eros è me?! Faccia a faccia! "Terme on ice" 「僕がエロスでエロスが僕で！？対決！温泉 on ICE」 - Boku ga Erosu de Erosu ga boku de!? Taiketsu! Onsen on ice                                                    | 19 ottobre 2016  |         |
| 4  | Ama te stesso… e completa il libero!! 「自分を好きになって…完成！！フリープログラム」 - Jibun o suki ni natte… kansei!! Furī puroguramu                                                                                        | 26 ottobre 2016  |         |
| 5  | Rosso come un peperone!! È la prima gara! Il campionato del Chugoku, dello Shikoku e del Kyushu 「顔まっ赤！！初戦だョ！中四国九州選手権大会」 - Kao makka!! Shosen da yo! Chūshikoku Kyūshū senshuken taikai                  | 2 novembre 2016  |         |
| 6  | Si parte con la Cina! L'evento d'apertura delle gare del Grand Prix!! Il programma breve della Coppa di Cina 「開幕グランプリシリーズ やっチャイナ！！中国大会SP」 - Kaimaku Guran Puri shirīzu: yacchaina!! Chūgoku taikai SP | 9 novembre 2016  |         |
| 7  | Si parte con la Cina! L'evento d'apertura delle gare del Grand Prix!! Il libero della Coppa di Cina 「開幕グランプリシリーズ やっチャイナ！！中国大会FS」 - Kaimaku Guran Puri shirīzu: yacchaina!! Chūgoku taikai FS          | 16 novembre 2016 |         |
| 8  | Yuri contro Yuri! L'orrore!! Rostelecom Cup, programma breve 「勇利VSユーリ おそロシア！！ロシア大会SP」 - Yūri VS Yūri: osoroshia!! Roshia taikai SP                                                                          | 23 novembre 2016 |         |
| 9  | Yuri contro Yuri! L'orrore!! Rostelecom Cup, libero 「勇利VSユーリ おそロシア！！ロシア大会FS」 - Yūri VS Yūri: osoroshia!! Roshia taikai FS                                                                                   | 30 novembre 2016 |         |
| 10 | Vai con la supercarica! Lo speciale pre-finale del Grand Prix 「超がんばらんば！グランプリファイナル直前スペシャル」 - Chō ganbaranba! Guran Puri Fainaru chokuzen supesharu                                                   | 7 dicembre 2016  |         |
| 11 | Vai con l'ultracarica! Il programma breve della finale del Grand Prix 「超超がんばらんば！！グランプリファイナルSP」 - Chō chō ganbaranba!! Guran Puri Fainaru SP                                                              | 14 dicembre 2016 |         |
| 12 | Vai con l'iper-ultra-megacarica!! Il libero della finale del Grand Prix 「超超超がんばらんば！！！グランプリファイナルFS」 - Chō chō chō ganbaranba!!! Guran Puri Fainaru FS                                                   | 21 dicembre 2016 |         |

## Accoglienza
Secondo la società di analisi dei contenuti e delle informazioni "Kadokawa Ascii Research Laboratories" Yuri on Ice è stato l'anime più twittato della stagione televisiva (raccogliendo 1.440.596 tweet) con oltre un milione di tweet in più del suo competitor più vicino, l'anime Haikyū!! - L'asso del Volley (che aveva raccolto 348.109 tweet).
In Cina il sito di social media Sina Weibo ha registrato 130.000 post con l'hashtag Yuri on Ice, che ottennero complessivamente 2 miliardi di visualizzazioni.
Un sondaggio effettuato tra 306.568 spettatori del servizio di video hosting Nico Nico Douga ha scoperto che Yuri on Ice è stata la quarta serie anime più popolare dell'anno e la serie più popolare in assoluto tra il pubblico femminile. In un altro sondaggio avvenuto nel 2016, effettuato tra 19.560 lettori per Best Anime di Anime News Network, Yuri on Ice è risultato il più popolare con 7.400 voti (37,8% del totale).

### Critica
La serie ha ricevuto recensioni generalmente positive da parte di critici e pattinatori professionisti. Tra i critici presenti in "Best and Worst Anime of Fall 2016" di Anime News Network cinque revisori su nove hanno definito Yuri on Ice il "miglior spettacolo della stagione". Nel luglio 2017 la serie è stata nominata da Eleanor Bley Griffiths di Radio Times come una delle migliori serie TV anime disponibili nel Regno Unito.
Yuri on Ice è stato ben accolto da pattinatori professionisti tra cui: Johnny Weir, Evgenia Medvedeva, Denis Ten, Evgeni Plushenko, Masato Kimura, Ryūichi Kihara, Miu Suzaki e Adam Rippon.
La serie è stata anche elogiata per la sua regia. I critici hanno commentato in maniera generalmente positiva la vasta gamma di personaggi. Brandon Teteruck di Crunchyroll ha commentato: "Yamamoto ha elaborato in modo sottile un'opera che abbraccia la diversità e l'accettazione culturale: ad esempio non caratterizza gli skater stranieri come stereotipi etnici, ma piuttosto permette loro di agire e comportarsi come la propria gente".
La qualità dell'animazione ha ricevuto critiche altalenanti. Quella dei primi episodi è stata lodata da Clover Harker della UK Anime Network che, in una sua recensione, ha sottolineato come il livello fosse: "impressionante". Negli episodi successivi, tuttavia, sono emerse diverse critiche alle routine di pattinaggio, con diverse recensioni che evidenziavano una certa ridondanza nelle performance.
La musica ha ottenuto commenti positivi, in particolare il tema musicale d'apertura della serie "History Maker".

#### Relazione omosessuale

Yuri Katsuki (a destra) e Victor Nikiforov (a sinistra) in una scena del 7º episodio.

La caratterizzazione dei personaggi presenti nella serie ha ricevuto commenti positivi, in particolar modo la relazione omosessuale tra Yuri K. e Victor.
Tra i momenti della loro relazione maggiormente evidenziati dalla critica c'è un implicito bacio avvenuto nel settimo episodio, lo scambio di anelli d'oro (che indica un matrimonio o un fidanzamento) avvenuto nel decimo episodio e le lacrime di Victor quando Yuri K. suggerisce di porre fine alla loro collaborazione nel dodicesimo episodio. Lo scambio di anelli tra Yuri K. e Victor è generalmente considerato la prima volta in cui un tale rapporto viene mostrato in una serie animata. Gabriella Ekens ha scritto per Anime News Network: "Yuri on Ice nel rappresentare un sincero e semplice fidanzamento tra due uomini non ha precedenti negli anime. Al momento non c'è ancora la possibilità di contrarre un matrimonio omosessuale in Giappone quindi quest'opera sta raffigurando qualcosa che non è legalmente possibile nel suo paese di origine ". Per Anime UK News, Ian Wolf ha definito lo scambio di anelli: "la miglior scena della serie".
Alcuni critici hanno sottolineato, in modo negativo, che la relazione tra Yuri K. e Victor non è molto realistica in quanto non hanno ricevuto alcun tipo di abuso omofobico nella serie a differenza di quanto avrebbero potuto sperimentare nella vita reale. Viene anche osservato come alcuni degli spettatori dell'opera possono negare la sostanza della relazione tra Yuri K. e Victor dato che non viene rappresentata esplicitamente (come il "bacio" presente nel 7º episodio che non viene palesato ma solo implicitamente suggerito).

## Riconoscimenti
IGN Summer Movie Awards - 2016
- Candidatura nella categoria miglior serie d'animazione

Anime Awards (Crunchyroll) - 2017
- Vinto - miglior ragazzo (Yuri K.)
- Vinto - miglior animazione
- Vinto - miglior bacio (il bacio dell'episodio sette)
- Vinto - miglior coppia (Yuri K. e Victor)
- Vinto - miglior tema d'apertura
- Vinto - miglior tema di chiusura
- Vinto - miglior anime dell'anno

Asian Television Awards - 2017
- Candidatura nella categoria miglior programma animato in 2D

Tokyo Anime Award - 2017
- Vinto - sezione televisiva

## Impatto culturale

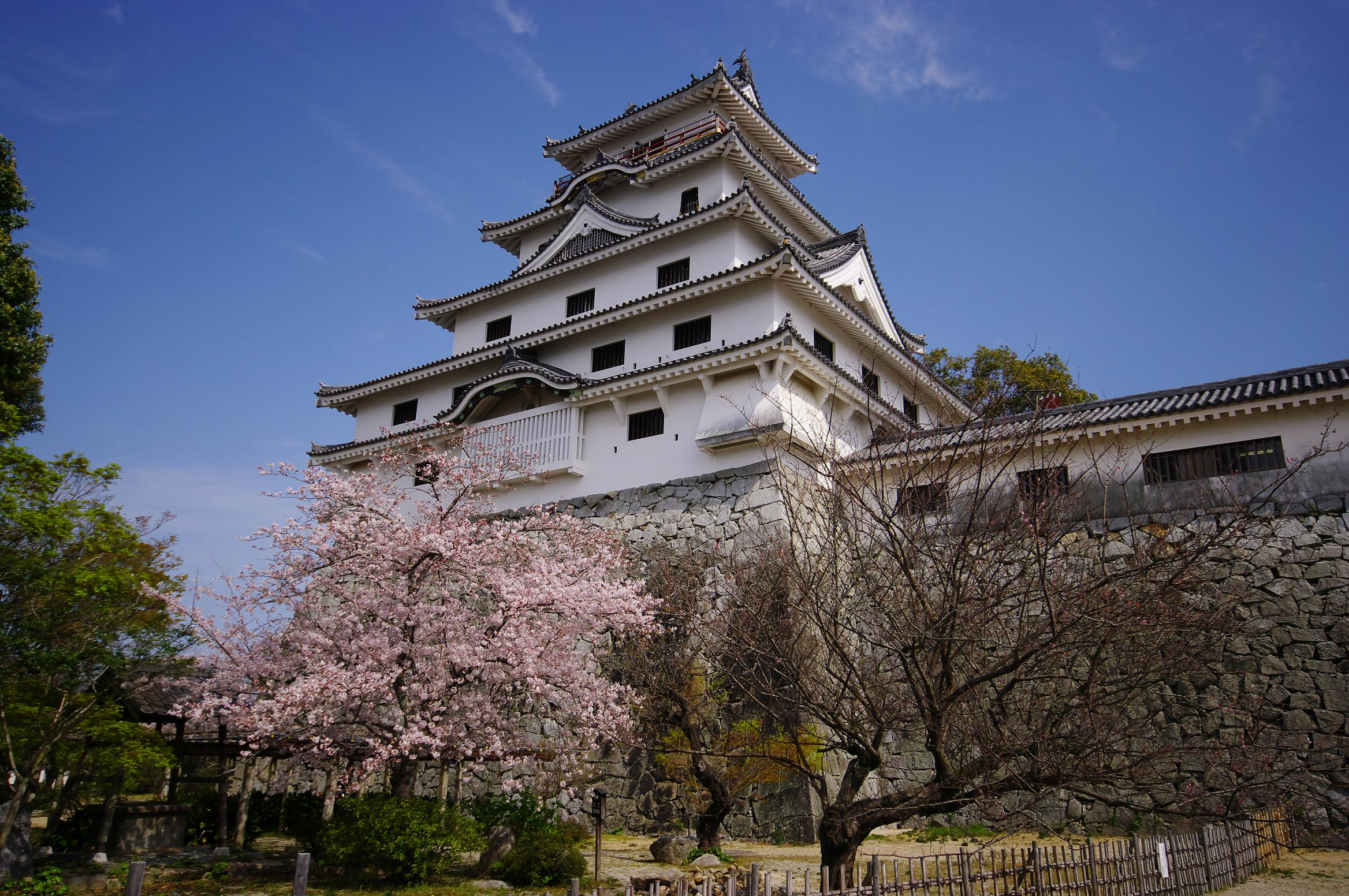
Il castello di Karatsu, uno dei paesaggi più riconoscibili dell'anime.

Secondo Akinori Kawakami, presidente dell'Associazione di "Connect Hasetsu e Karatsu", da 20 a 30 persone visitano Karatsu ogni giorno grazie all'anime. Nel maggio 2017 è stato stimato che l'opera ha attratto complessivamente, a Karatsu, circa 20.000 turisti da 27 paesi.
Il 22 febbraio 2017 il quotidiano Nikkan Sports ha presentato un'illustrazione collaborativa raffigurante Yuri K., Yuri P. e Victor per supportare la squadra di calcio Sagan Tosu.
Due caffetterie a tema sono state create a Tokyo: la prima è stata inaugurata nel dicembre 2016 a Ikebukuro mentre la seconda è stata istituita, a Shibuya, dal maggio 2017 al 2 luglio 2017.

## Curiosità
In riferimento alla sessualità di Victor il settimo episodio presenta un flashback in cui lui, da giovane, si esibisce con un costume basato su quelli indossati dal pattinatore apertamente gay Johnny Weir, il quale fu oggetto di commenti omofobi per tutta la sua carriera.

## Paralleli conLove on Ice
Nel gennaio 2017 la rete Hallmark Channel annunciò l'uscita del film televisivo Love on Ice, opera incentrata sul rapporto tra una pattinatrice femminile che sta vivendo un forte crollo di carriera e il suo nuovo allenatore. Da alcuni fan della serie il film venne considerato un plagio a causa delle molteplici somiglianze tra le due trame e Hallmark venne accusata di aver cercato di "eterosessualizzare" la relazione tra Yuri Katsuki e Victor Nikiforov. Alcuni fan della serie, al fine di chiedere una spiegazione per le somiglianze tra le due storie, proposero una petizione su Change.org. Successivamente emerse che la somiglianza tra le due storie fu una cosa del tutto casuale dal momento che le riprese di Love on Ice iniziarono nel novembre 2016 (circa un mese dopo l'inizio della messa in onda di Yuri on Ice). Secondo Hallmark nessuna persona coinvolta nella realizzazione di Love on Ice aveva sentito parlare di Yuri on Ice e lo stesso sceneggiatore dell'anime, Mitsurō Kubo, dichiarò che le somiglianze fossero una coincidenza portando i creatori della sopracitata petizione a riconoscere che Love on Ice non era, in realtà, un plagio.